# Arroyo Porongos
Arroyo Porongos es un curso fluvial en el noreste del Departamento de Flores. Nace en la Cuchilla Grande Inferior, al sur de la ciudad de Trinidad y recorre 67 km sobre la penillanura cristalina. Desemboca en el río Yi, atravesando un área ganadera predominantemente bovina. 
De aquí proviene el nombre del Centro Recreativo Porongos Fútbol Club, una gran institución deportiva del departamento.
A sus orillas se encuentra el balneario Don Ricardo, localizado a 8 kilómetros de la ciudad de Trinidad. 

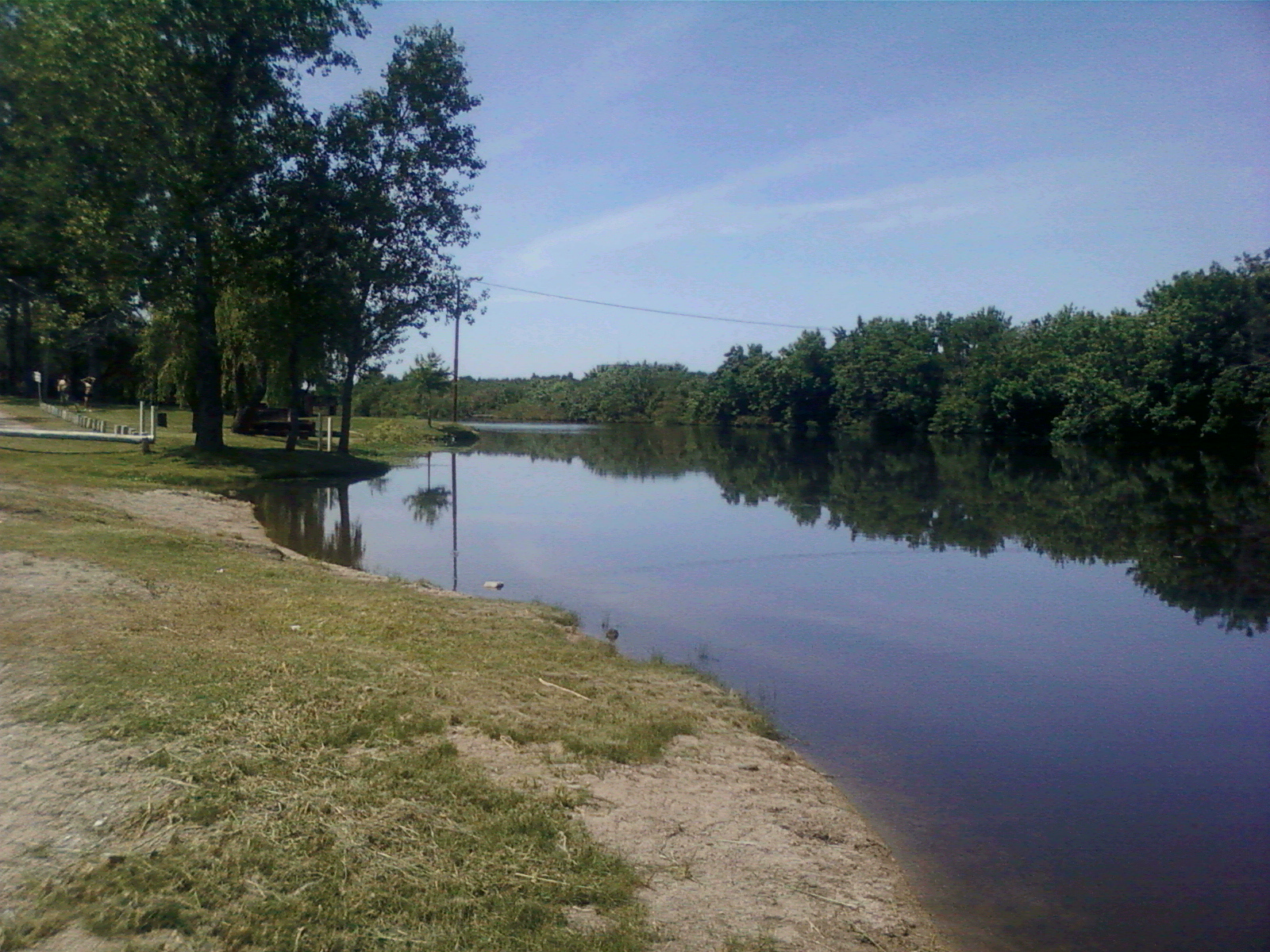
Vista del arroyo Porongos desde el Balneario Don Ricardo